# Lövestad
Lövestad ist ein Ort in der schwedischen Gemeinde Sjöbo in der Provinz Skåne län.

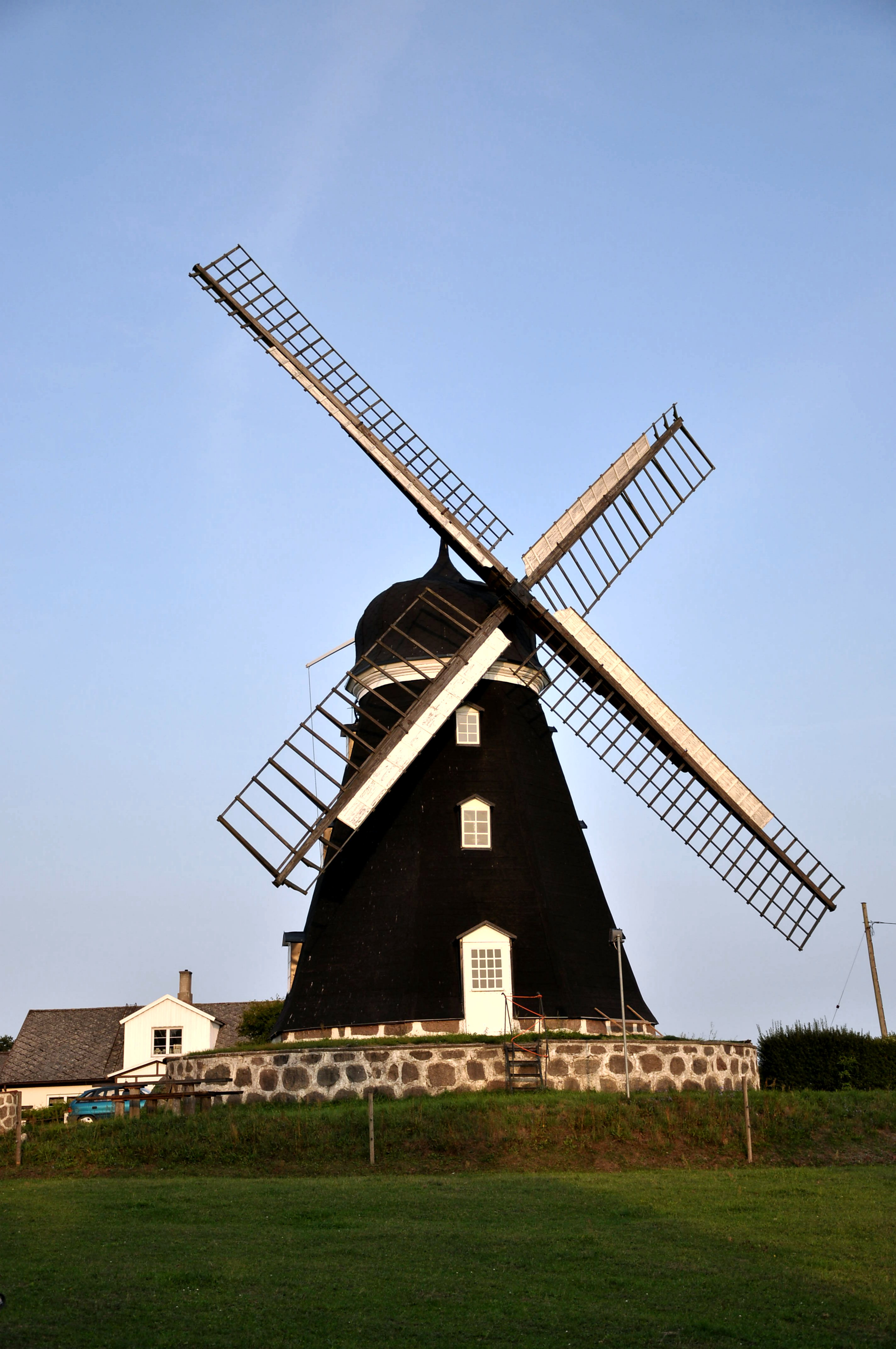
Mühle (Kullamöllan) in Lövestad

## Söhne und Töchter des Ortes
- Lars-Christer Olsson (* 1950), ehemaliger Generaldirektor der UEFA